# Ялушево
Ялу́шево (чув. Ялушево) — деревня Алатырского района Чувашской Республики. Относится к Чуварлейскому сельскому поселению.

## Географическое положение
Деревня расположена в 8 км к северо-западу от районного центра, Алатыря. Ближайшая железнодорожная станция Алатырь расположена там же. Деревня расположена на левом берегу реки Алатырь. Административный центр поселения, село Чуварлеи, расположен в 1 км к западу.

## История
Деревня (упоминается также как сельцо) известна с конца XVII века. В старых источниках распространено написание Елушево. Есть версия, что основателем был некий помещик Елушев, в честь которого дано название. Жители, русские, до 1861 года являлись крестьянами помещиков Степановых, Приклонских, Чивкиных, Волотковичей, Владимировых. Занятия населения: земледелие, животноводство, пчеловодство, плетение кузовов для тарантасов. В 1885 году в деревне появилась школа грамоты.
Согласно подворной переписи 1911 года, в сельце проживало 54 семьи. Земля делилась по ревизским душам, переделов не было. Имелось 49 взрослых лошадей и 13 жеребят, 79 коров и 8 телят (а также 27 единиц прочего КРС), 173 овцы и козы и 65 свиней, 29 ульев пчёл. Почва преобладала суглинисто-супесчаная. 48 хозяйств пользовались 135,6 десятинами покоса и 241,1 десятинами пашни, на 166 из которых сеяли озимую рожь и яровые овёс и пшеницу. Из сельскохозяйственных орудий имелось лишь 4 плуга. 63 мужчины и 5 женщин занимались различными промыслами, в основном в своем уезде. Из них 19 мужчин были чернорабочими, 6 работали на прииске, 5 занимались кузнечным делом.
В 1920 году организована артель рыболовов. В 1933 году создан колхоз «Вторая пятилетка».

### Административная принадлежность
До 1927 года деревня относилась к Алатырской волости Алатырского уезда. С 1927 года входит в Алатырский район. С 1927 по 1928 год была центром Ялушевского сельсовета, с 1928 года вошла в Чуварлейский сельсовет. Чуварлейский сельсовет в 2004 году был преобразован в Чуварлейское сельское поселение.

## Население
| 2010 | 2012 |
| ---- | ---- |
| 248  | ↗257 |

Число дворов и жителей:
- 1794 год — 25 дворов, 100 мужчин, 95 женщин.
- 1850 год — 27 дворов, 85 мужчин, 83 женщины.
- 1859 год — 32 двора, 92 мужчины, 99 женщин[7].
- 1897 год — 49 дворов, 130 мужчин, 156 женщин.
- 1911 год — 53 хозяйства, 177 мужчин, 197 женщин, из них 64 грамотных и учащихся[4].
- 1926 год — 79 дворов, 216 мужчин, 245 женщин.
- 1939 год — 228 мужчин, 277 женщин.
- 1979 год — 157 мужчин, 205 женщин.
- 2002 год — 107 дворов, 246 человек: 115 мужчин, 131 женщина, русские (96 %)[8].
- 2010 год — 94 частных домохозяйства, 248 человек: 114 мужчин, 134 женщины[2].

## Современное состояние
В деревне действуют магазин, фельдшерский пункт, клуб, библиотека. Усадьба Владимировых, являющаяся объектом культурного наследия, заброшена и разрушается.

## Уроженцы
- Старчков, Александр Иванович